# Idiops rohdei
Idiops rohdei (лат.) — вид мигаломорфных пауков рода Idiops из семейства Idiopidae. Назван в честь коллектора типовой серии R. Rohde.

## Распространение
Южная Америка (Парагвай).

## Описание
Пауки среднего размера, длина от 6 до 13 мм. Самец: карапакс и ноги красновато-коричневые, с темно-коричневым глазным бугорком, желтоватыми тазиками, коричневатым стернумом, брюшко сверху темно-серое, а снизу коричневатое. Самка: карапакс и ноги красно-коричневые; бугорок глаза темно-коричневый; стернум коричневый. Самец Idiops rohdei отличается от других неотропических видов прямоугольной формой на виде сверху апикальной ветви голенного апофиза и коротким метатарсусом ноги I с выступом на апикальной половине. Самка отличается наличием сперматек со слегка изогнутыми наружу протоками в средней части и удлиненными бобовидными рецептаклами. Тазики ног без шипов. Хелицеры с продольным рядом крупных зубцов и ретролатеральным рядом меньших зубцов, ретролатеральные зубцы занимают базальную треть хелицер. Ноги с тремя коготками на лапках. Брюшко овальной формы. Передние боковые глаза (ALE) расположены рядом с кромкой клипеального края.